# Крель, Отто
О́тто (Отто Георгиевич) Крель (нем. Eduard Friedrich Otto Krell; 1833 или 1838, Саксен-Мейнинген — 1913, Германия) — русский инженер немецкого происхождения, работал в России, возглавлял Санкт-Петербургский Металлический завод.

## Биография
Отто Крель родился в Германии. Окончил реальную гимназию в Заальфельде.

### В России
Отто Крель приехал в Россию в 1860 году. Был помощником главного инженера в Петербургском Обществе столичного освещения. По проекту Креля проведено газовое освещение Васильевского острова.

### Значимые проекты в Петербурге
- 1864 г. — проектирование и строительство самого большого в Европе газгольдера;
- 1876 г. — арочные фермы Сельскохозяйственного музея в Соляном Городке;
- 1878 г. — строительство административного корпуса (Свердловская наб., 18) и прочих корпусов Металлического завода;
- 1883 г. — совместно с Г.Е. Паукером разработка и производство железных конструкций рынка на Сенной площади;
- 1886 г. — стропильные системы и фермы в Зимнем дворце.

### Значимые проекты в Москве
- 1880 г. — центральное здание Всероссийской художественно-промышленной выставки 1882 г.
- 1890—1893 гг. — разработка и производство арочных стропил с диагональными затяжками пассажей Верхних торговых рядов.

### Награды
В 1888 году Отто Крель произведён в Почётные инженеры-технологи при Технологическом институте императора Николая I «за полезную деятельность на поприще отечественной промышленности». Член Совета торговли и мануфактуры Министерства финансов России, Петербургского общества архитекторов. Будучи саксен-мейнингенским подданным, награждён орденом Святой Анны 2-й (1883) и 3-й степени (1870), орденом Святого Станислава 2-й степени со звездой (1889).

### Семья
В 1892 г. Отто Крель покинул Россию и поселился в собственном доме в Нюрнберге. Был женат (1865) на Хелене Фляйшман (нем. Fleischmann) из Нюрнберга. Имел двоих сыновей: Рудольф Георг Отто Крель (1866 — ?) и Рудольф Крель (1868- ?).

## Петербургский Металлический завод
С 1867 по 1891 годы Отто Крель возглавляет Санкт-Петербургский Металлический завод, который превратился при нём в крупное машиностроительное предприятие. Под руководством Креля были налажены котельное производство, изготовление приборов для отопления и вентиляции (в 1872 году завод получает заказ на устройство парового отопления в Зимнем и других дворцах), большое место в работе завода стали занимать изготовление крупных металлических конструкций, подъёмных кранов, плавучих док — мостов в том числе для железной дороги. В 1880-х гг. на заводе начали котлостроение и военное производство: станки, лафеты, снаряды. В 1886 г. впервые в России завод изготовил барбетные установки для броненосца «Чесма», позднее освоил выпуск башенных установок с электрическим приводом.
В 1882 году на Всероссийской художественно-промышленной выставке в Москве завод удостоен разрешения ставить на своих изделиях Государственный герб.